# 오리엔트

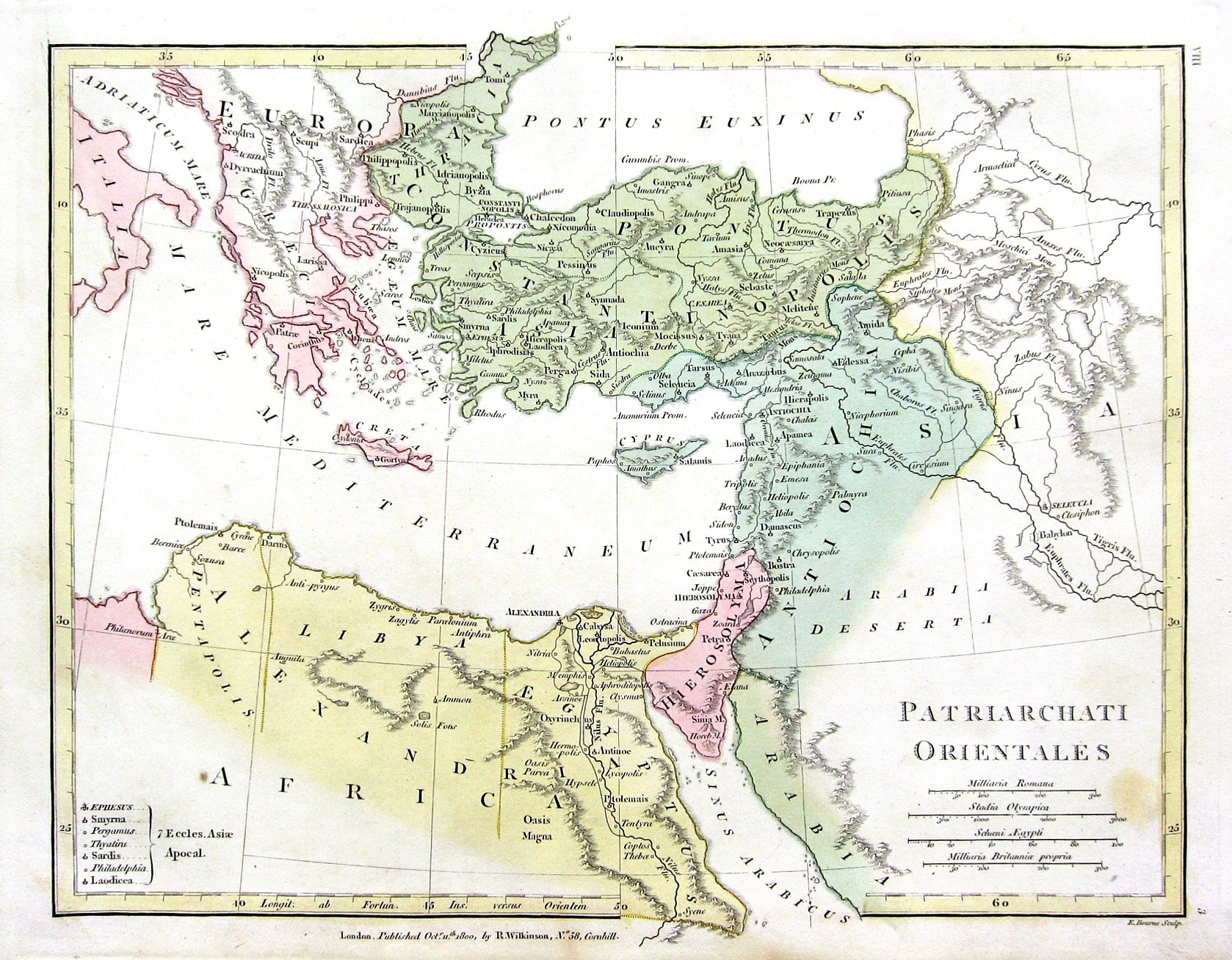
로마 제국의 고대 오리엔트

오리엔트(영어: Orient)는 해가 뜨는 곳이라는 뜻의 라틴어 오리엔스(Oriens)에서 유래되었다. 유럽에서 볼 때, 근동, 서양사에서는, 특히 고대의 이집트, 메소포타미아를 가리킨다. 반대말은 옥시덴트이다.